# Clément Janequin
Clément Janequin (ca. 1485 – 1558) var en fransk komponist. Hans vigtigste værker er de over 250 chansoner, hvoraf mange med stor effekt og humor efterligner f.eks. fuglesang, krigslarm eller gaderåb. Typen kaldes programchanson på grund af den beskrivende og fortællende form. Han har dermed foregrebet programmusikken, der først blev almindelig fra midt i det 19. århundrede.